# Hiện tượng quan sát thấy UFO ở România
Đây là danh sách những trường hợp được cho là đã nhìn thấy vật thể bay không xác định hoặc UFO ở România.

## Trước thế kỷ 20
- Tại Thân vương quốc România, bằng chứng đầu tiên về một hiện tượng kỳ lạ xuất hiện vào ngày 8 tháng 11 năm 1517 và được đề cập trong Biên niên sử Moldavia: "chúng xuất hiện trên bầu trời, chúng chiếu sáng từ phía bắc giống như một khuôn mặt người, chúng ở lại trong một thời gian dài và lại trốn trong không trung" (Khi Trifăilă cùng quân Hungary kéo đến Bogdan vodă).[1] Trong cuộc tấn công ngày 15 tháng 10 năm 1595 của Mihai Viteazul vào thành phố Târgoviște, lúc đó đang nằm dưới sự chiếm đóng của Ottoman, người ta đã đề cập đến sự xuất hiện của một "sao chổi" kỳ lạ đã cố định trên bầu trời, phía trên trại núi, trong "một hoặc hai giờ", chỉ để biến mất không dấu vết.[1]

## Núi Apuseni (1904)
- Năm 1904, ở vùng núi Apuseni, vào một đêm mùa hè có người nông dân dắt chiếc xe đẩy trên cánh đồng bất chợt thức dậy, nhìn thấy và kinh hãi trước một bánh xe lửa từ trên trời lao xuống núi, tiến lại gần mình và quay tròn. Khi vừa chạm tới anh ta, bánh xe lửa bỗng dưng biến thành hình người và "cả hai nhìn nhau" thật lâu mà không thốt nên lời”.[2]

## Máy bay ma (1913)
- Năm 1913, một hiện tượng UFO khác đã được ghi lại ở Romania. Trong một tháng, 23 trường hợp nhìn thấy vật thể bay hình tròn không xác định phát ra ánh sáng rất chói đã được báo cáo. Nghiên cứu đã tiết lộ sự thật rằng đám UFO này đã bay qua một số đơn vị quân đội nằm gần các thành phố Focșani, Brăila, Iași và Târgoviște của România. Báo chí thời đó không tránh khỏi sự kiện này. Những tờ báo lúc đấy đều đưa tin về những diễn biến bí ẩn này, thậm chí còn chỉ rõ sự thật rằng những người lính thuộc trung đoàn trong các đơn vị tương ứng đã cố gắng xua đuổi những chiếc đĩa bay kỳ quái bằng những khẩu đại bác. Lập trường của Bộ Quốc phòng România vào những ngày xảy ra vụ việc trong năm 1913 hướng theo quan điểm vô tư, thế rồi các quan chức Quân đội tuyên bố rằng đấy không phải là UFO mà chỉ là một loạt máy bay ma của Nga đang do thám România mà thôi.

## Tam giác bay (1967)
- Năm 1967, một "tam giác bay" lơ lửng trên bầu trời Berzasca trong vòng một giờ, được vài người dân địa phương theo dõi. Một năm sau, một phi thuyền hình tam giác bay qua vùng Banat trong 38 giờ và được một số người bao gồm cả các nhà khí tượng học và kỹ sư tận mắt nhìn thấy.[2]

## Rừng Baciu (1968)
- Năm 1968, một vật thể bay hình đĩa được chụp ảnh di chuyển chậm, ở độ cao thấp, phía trên khu rừng Baciu, gần Cluj. Sau khi đi thư giãn cùng bạn bè tại một bãi đất trống giữa rừng, một người đàn ông được cho là đã nhìn thấy một vật thể dẹt có hình tròn lớn màu bạc trên bầu trời, di chuyển theo hướng Tây Bắc, mang theo một chiếc đĩa ngược. Người đàn ông này bèn lấy máy ảnh ra và chụp nhanh vài tấm. Những bức ảnh được chụp khi đó là bằng chứng về sự xuất hiện của UFO. Các bức ảnh này được nhiều chuyên gia ở châu Âu phân tích và xác nhận rằng đống ảnh này thực sự đã chụp được một chiếc UFO.

## Hodarasti, Dâmbovița (1968)
- Tháng 9 năm 1968, tại thị trấn Cornești, quận Dâmbovița, làng Hodarasti, một người dân địa phương đã quan sát thấy một quả cầu phát sáng có màu từ cam đến đỏ sẫm khi anh ta đang trở về nhà vào buổi tối, phía trên những cái cây, đứng ở một điểm cố định. Sau khi quan sát xong, người dân địa phương đã tiếp cận nó vì tò mò nhưng lại tỏ ra hoảng sợ cách vật thể khoảng 400m. Quả cầu vụt tắt rất nhanh và 2 ngày sau, nó được người dân địa phương quan sát thấy một lần nữa tại khu vực Ploiești của nhà máy lọc dầu Vega.

## Thung lũng Plopului (1972)
- Vào một trong những đêm từ ngày 2 đến ngày 6 tháng 9 năm 1972 (không xác định được ngày chính xác), khoảng 12 giờ tối cho đến 1 giờ sáng, người gác đêm tại CAP Posești tên là Vasile Carabuș đã tận mắt chứng kiến từ đồi Tăbăcioi một vật thể sáng bóng, "ngôi sao có đuôi" màu vàng, băng qua bầu trời, lướt đi và hạ cánh nhẹ nhàng xuống một vườn cây ăn trái nằm cách anh khoảng 2 km, trên đồi La Odaia.[3]

## Vălenii de Munte (1974)
- Ngày 2 tháng 2 năm 1974, khoảng 6 giờ chiều, một số lượng lớn nhân chứng đã quan sát thấy sự chuyển động theo hướng Tây Nam - Tây Bắc của một vật thể sáng chói với một đoàn tàu dài và đầy màu sắc, phân tán các ngôi sao và tia lửa xung quanh - có thể là một sao băng. Đến ngày 8 tháng 2, Călin Turcu được một nhóm học sinh từ Nhà Thiếu nhi ở Vălenii de Munte gọi điện kể lại chi tiết vụ việc. Hai quả cầu sáng, im lặng, màu cam được nhìn thấy đang lơ lửng, bao phủ bởi một vầng hào quang màu trắng, chúng hợp nhất thành một vật thể duy nhất rồi biến mất với tốc độ cao.[4]

## Bâlea Lac (1978)
- Vào những ngày từ 23 đến 25 tháng 9 năm 1978, cách cabin Bâlea Lac không xa đã diễn ra một trong những cuộc tiếp xúc cự ly gần cấp độ III kinh hoàng nhất, cũng như một trong những trường hợp hiếm hoi con người bị những thực thể không xác định tấn công. Các nạn nhân gồm khoảng 20 quân nhân tại ngũ bị giam giữ trong một cabin cũ gần Hồ Bâlea.[5]

## Alexeni (1984)
- Ngày 23 tháng 8 năm 1984, giới chức tại căn cứ quân sự Alexeni đã phát hiện một vật thể không xác định bằng các thiết bị quang học (máy soi, máy kinh vĩ). Nó có hình trứng, dài 2–3 m và rộng 1,5 m và dường như được làm bằng vật liệu giống như nhôm sáng bóng.[6]

## Mălina
- Một vật thể phẳng, màu bạc mờ, không có cửa sổ hoặc cửa kính khác lơ lửng trong không trung cách mặt đất khoảng 1,5 mét kèm theo làn sương mù màu xanh lục bao phủ lấy nó.[7]

## Sân bay Mihail Kogălniceanu (1988)
- Tháng 10 năm 1988, lúc 14 giờ 14 phút, đài rađa phục vụ sân bay Mihail Kogălniceanu phát tín hiệu về đài kiểm soát không lưu và điểm điều hành bay rằng theo hướng bắc nam, có một vật thể lạ gồm một số vật hình học cơ bản đang chuyển động ở độ cao 7000m so với mực nước biển, với vận tốc 11000km/h.[8]

## Núi Retezat
- Các thành viên của một nhóm du khách đang leo núi Retezat nhận thấy ánh sáng trắng cực mạnh hướng tới Valea Rea. Sau đó, một cái khác có màu xanh nhạt hơn. Sau một vài phút, vô số điểm sáng màu xanh lá cây, xanh dương, xanh ngọc nhưng cũng có màu vàng đỏ và hồng. Đầu tiên chúng có dạng hình trứng, nằm ở phần trên bên phải của thung lũng, biến thành một hình trụ có đường nét rõ ràng; theo sau là một hình bình hành với tất cả các cạnh được thắp sáng, một hình tam giác và một vật thể hình trái tim khổng lồ.[9]

## Arad (1994)
- Tháng 6 năm 1994, người ta quan sát thấy một cái đĩa phát sáng rất lớn, tròn hoàn hảo với mái vòm trong suốt nổi ba mét trên cánh đồng lúa mì tại Arad. Ở cửa khoang chiếc phi thuyền có hai sinh vật hình người mắt xếch có râu quai nón ngồi trong đó cùng những sinh vật khác cũng động đậy đầu mình.[10]

## Certești (1996)
- Vào đêm ngày 8 rạng ngày 9 tháng 6 năm 1996, một UFO bay lơ lửng trên đường đi tại Certești và ba người đàn ông nhỏ con với vẻ ngoài khác thường đang di chuyển bên cạnh nó. Vật thể này có dạng hình đĩa, đường kính khoảng 5-6 mét và cao khoảng 2-2,5 mét.[11][12]

## Sân bay Otopeni (1997)
- Tháng 7 năm 1997, nhóm nhân viên điều hành trong tháp kiểm soát không lưu ở sân bay Otopeni nhận thấy sự xuất hiện của một đèn tròn, nằm ở phía Tây của sân bay, giữa Buftea và Corbeanca. Qua ống nhòm, người ta thấy ở giữa đốm tròn là một dải ngang có màu trắng, cam và đỏ, các màu lồng vào nhau. Chúng có vẻ là hai quả cầu có kích thước khác nhau, dính vào nhau, di chuyển trong một khu vực xác định rõ ràng.[13]

## Râmnicu Vâlcea (2004)
- Ngày 5 tháng 5 năm 2004, người ta quan sát thấy một vật thể ở dạng vật thể ghép hoặc một nhóm 4 ánh đèn đặt đối xứng trên quỹ đạo hơi hướng lên trên với tốc độ tương đối cao trong 1,41 giây tại Râmnicu Vâlcea.[14]

## Đồng bằng Turzii (2007)
- Ngày 31 tháng 10 năm 2007, trong một chuyến bay huấn luyện được tiến hành tại Căn cứ Không quân 71 gần Đồng bằng Turzii, buồng lái của máy bay bị vỡ sau khi tiếp xúc với bốn vật thể bay không xác định.[15]

## Ánh sáng từ đồi Gherla (2018)
- Ngày 25 tháng 2 năm 2018, vào lúc chạng vạng tối, camera giám sát ở trung tâm thành phố đã phát hiện ra một luồng sáng kỳ lạ trên đồi Bunești. Ánh sáng ở đó trong một phần tư giờ rồi tắt lịm.[16][17]